# Paraphytomyza luteoscutellata
Paraphytomyza luteoscutellata is een vliegensoort uit de familie van de mineervliegen (Agromyzidae). De wetenschappelijke naam van de soort is voor het eerst geldig gepubliceerd in 1924 door Meijere.